# Виктор Кафка
Виктор Кафка е австрийски и шведски невролог, психолог и бактериолог.

## Биография
Роден е на 12 октомври 1881 г. в Карлсбад, Австро-Унгария. Изучава медицина в Прага и Виена в периода 1911 – 1913 г.
Ръководител е на лабораторията „Серологично-бактерологични-химични изследвания“ към Психиатричната клиника на Хамбургския университет.
Кафка провежда научни изследвания в областта на биохимията на гръбначно-мозъчната течност. На 6 декември 1919 г. става доцент, а на 4 юли 1924 г. – професор.
През 1939 г. емигрира в Осло, а оттам заминава (1942) в Швеция. Установява се в Стокхолм, където умира на 5 май 1955 г.